# 중국야구리그
중국 야구 리그(중국어: 中国棒球联赛, CBL, China Baseball League)는 중화인민공화국의 야구 리그이다. 중국 야구의 아버지 양푸추(梁扶初)가 일본 유학 후 1932년 귀국하면서 본격적으로 중국에 야구가 도입되었다. 1959년 제1회 전국체전에 총 24개 팀이 야구 경기에 참가하였을 정도로 비교적 전국적으로 행하는 운동이었다. 그러나 야구가 채 자리를 잡기도 전에 중국 사회는 급격한 변화를 겪게 됐다. 1958년부터 마오쩌둥(毛澤東)이 근대적 공산주의 사회를 주창하며 시작한 농공업 대증산 정책 대약진이 실패하면서 3,000만 명에 이르는 아사자를 내는 대기근의 시대로 돌입했고 대기근은 도화선이 되어 문화혁명으로 이어졌다. 위와 같은 사회적 환경의 변화로 중국 사회에는 스포츠라는 ‘놀이’에 신경 쓸 여유가 사라졌고 야구는 미제 자본주의 운동, 부르주아의 운동이라는 이미지가 되어 전국체전 경기 종목에서 사라졌다. 그 이후 1970년대 중반 덩샤오핑(鄧小平)이 정권을 잡고 자본주의가 퍼지면서 그제서야 야구에 대한 관심이 중국 내에서 다시 살아나기 시작했다. 이를 기반으로 1979년 야구&소프트볼 협회가 정식으로 설립되었고, 1985년에는 아시아 야구연맹에도 가입했다. 다이너스티 왕차오(王朝公司)그룹의 전반적 지원 아래 2002년 세미 프로 리그가 조성되었으며, 첫 해에는 총 4개팀이 참가했지만 2005년에는 6개로, 2009년에는 7개 구단이 소속되어 있다. 아직 '프로' 수준의 리그는 아니라고 하여 공식 명칭에는 '프로'라는 단어가 빠졌지만, 사실상 프로 리그라고 할 수 있다.
2019년에는 프로화 원년을 표방하며 CNBL (China National Baseball League)이라는 새로운 명칭과 로고를 발표해 출범했으나 다음 해에 코로나19 팬데믹 영향으로 인해 1년만에 중단되었다. 2023년 다시 아마추어팀을 포함한 형태의 CBL 리그를 재개했다.

## 2025 리그 참여팀
- 베이징 타이거스(北京猛虎)
- 톈진 라이온즈(天津雄獅)
- 쓰촨 드래곤스(四川蛟龙)
- 상하이 후아신(上海华信)
- 광둥 레오파스(广东猎豹)
- 장쑤 휴즈홀스(江苏铂马)
- 허난 굿슈터스(河南好射手)
- 산둥 블루웨일스(山东蓝鲸)
- 푸젠 샤크스(福建海鲨)
- 텐진 체육학원(天津体育学院)

## 역사
- 2002년 - 베이징, 톈진, 상하이, 광둥 등 4개 구단으로 리그 발족.
- 2005년 - 쓰촨, 호프스타스가 신규 가입팀 결정전을 통해 리그에 가맹.
- 2006년 - 2개의 지구로 나눠 리그를 치르는 방식으로 변경.
- 2010년 - 허난이 새로 참가
- 2015년 - 갑을리그로 재편, 10개팀 참가.
- 2019년 - CNBL (China National Baseball League) 설립. 베이징, 톈진, 장쑤, 광둥 4개팀이 참가.
- 2020년 - 코로나19 범유행으로 인해 리그가 다시 중단되었다.
- 2023년 - CBL(China Baseball League) 리그 재개.

### 경기 운영 방식의 변천사
- 2002년 - 발족 첫해는 모두 25경기를 4월 26일부터 5월 25일까지, 총 1개월 동안 변칙적인 홈&어웨이 방식으로 실시하여, 승률이 높은 두 팀이 결승전인 챔피언십 시리즈를 치렀다. 결승은 단판승부로 결정지었다.
- 2003년 - 경기수를 72경기로 크게 늘렸다. 3월에서 6월까지 정규 시즌을 치렀고, 5월에는 올스타전도 개최하였다. 챔피언십 시리즈는 단판승부에서 5전 3선승제로 경기 수가 늘어났다.
- 2005년 - 당시 유행하던 사스로 인해 챔피언십 시리즈가 3전 2선승제로 줄어들었다.
- 2006년 - 리그를 2개로 나눈 '2지구제'가 도입되었다. 2지구제는, 정규 시즌 동안에 각 팀은 같은 지구에 소속된 팀과 6경기, 다른 지구에 속한 팀과는 3경기를 치르는 방식이다. 이로써 한 팀은 한 시즌 동안 총 21경기를 가지게 되었다. 그리고 각 지구의 1위 팀이 다른 지구 팀의 2위 팀과 경기를 벌이는 5전 3선승제의 플레이오프제가 도입되었다. 여기서 이긴 팀이 챔피언십 시리즈에 진출해 우승을 다투게 된다.
- 2015년 - 갑을리그로 재편하여 10개 팀이 참가하는데 갑리그는 상위 리그, 을리그는 하위 리그로 구분하였다. 갑리그는 허난 팀을 제외한 기존의 6팀이며 을 리그는 허난 팀과 산동(상업직업대학교팀), 인민 해방군팀, 사회인 선발팀으로 되어 있다. 갑 그룹 팀 중 챔피언을 가리고 갑 그룹 6위와 을 그룹 1위는 엑스트라 매치를 치러 승리하는 팀이 갑 그룹에 진입하게 되는 구조로 변했다.
- 2019년 - CNBL 출범으로 우선 참여 가능한 4개 팀이 팀당 18 경기씩 총 36 경기를 치러 상위 2팀이 챔피언 시리즈에 진출해 5전 3선승제로 우승을 다툰다.
- 2023년 - 우시, 청두, 톈진에서 각각 풀리그 1,2,3라운드로 진행. 1라운드는 10개팀이 경쟁하여 상위 8개팀이 2,3라운드에 진출해서 경쟁한다. 각라운드 포인트 합산으로 상위 1,2위팀이 3전 2선승제로 결승 시리즈를 치룬다.

## 중국 리그만의 특이한 점
- CBL은 리그 선수들을 상대로 불시에 체력 측정을 실시하고 있다. 체력 기준에 불합격된 선수는 경기 출전 자격이 주어지지 않게 되며, 불합격된 선수를 보유한 구단에게 1만 위안의 벌금을 내게 한다.
- 중국 내의 전국체육대회 때 리그의 팀이 해당 도시 대표로 참가할 수 있다.
- 중국 리그는 야구 경기 중에 일어난 상황을 장내 방송을 통해 설명해 주기도 한다. 이는 야구 규칙을 잘 모르는 관객들을 위한 것이라고 한다.
- 2023년 이후 리그 참여팀들은 형식적인 홈구장은 있으나 홈 앤드 어웨이 방식으로 경기 하지는 않으며 라운드별로 지정된 한 지역의 경기장에서 모든 팀이 모여 풀리그를 진행한다.

## 아시아 시리즈
2005년부터 2007년까지는 중국 리그의 우승 팀이 아닌, 중국 리그 대표 선발팀인 '차이나 스타즈'가 출전했었다. 2008년 중국 리그 우승 팀이 참가했지만 2011년까지 참가하지 않았다. 2012년부터 '차이나 스타즈'가 다시 출전할 예정이다.

## 역대 우승 팀
| 연도   | 우승 팀           | 경기 결과 | 승패표    | 상대팀          |
| ------ | ----------------- | --------- | --------- | --------------- |
| 2002   | 톈진 라이언스     | 1-0       | -         | 베이징 타이거스 |
| 2003   | 베이징 타이거스   | 3-2       |           | 톈진 라이언스   |
| 2004   | 베이징 타이거스   | 3-2       | ●●○○○     | 톈진 라이언스   |
| 2005   | 베이징 타이거스   | 2-0       | ○○        | 톈진 라이언스   |
| 2006   | 톈진 라이언스     | 3-0       | ○○○       | 광둥 레오파스   |
| 2007   | 톈진 라이언스     | 3-1       | ○●○○      | 광둥 레오파스   |
| 2008   | 톈진 라이언스     | 3-0       | ○○○       | 베이징 타이거스 |
| 2009   | 베이징 타이거스   | 1-0       | -         | 광둥 레오파스   |
| 2010   | 광둥 레오파스     | 2-0       | ○○        | 베이징 타이거스 |
| 2011   | 톈진 라이언스     | 3-1       | ●○○○      | 광둥 레오파스   |
| 2012   | 리그 중단         | 리그 중단 | 리그 중단 | 리그 중단       |
| 2013   | 리그 중단         | 리그 중단 | 리그 중단 | 리그 중단       |
| 2014   | 베이징 타이거스   | 2-1       | ○●○       | 톈진 라이언스   |
| 2015   | 장쑤 페가수스     | 2-0       | ○○        | 베이징 타이거스 |
| 2016   | 톈진 라이언스     | 2-0       | ○○        | 베이징 타이거스 |
| 2017   | 리그 중단         | 리그 중단 | 리그 중단 | 리그 중단       |
| 2018   | 광둥 레오파스     | 1-0       | -         | 장쑤 페가수스   |
| 2019 * | 베이징 타이거스   | 3-1       | ○●○○      | 장쑤 휴즈홀스   |
| 2020   | 리그 중단         | 리그 중단 | 리그 중단 | 리그 중단       |
| 2021   | 리그 중단         | 리그 중단 | 리그 중단 | 리그 중단       |
| 2022   | 리그 중단         | 리그 중단 | 리그 중단 | 리그 중단       |
| 2023   | 상하이 레드이글스 | 2-0       | ○○        | 장쑤 휴즈홀스   |
| 2024   | 장쑤 휴즈홀스     | 2-0       | ○○        | 베이징 타이거스 |
| 2025   | 상하이 후아신     | 2-1       | ○●○       | 장쑤 휴즈홀스   |

Notes:
*이 해에 열린 것은 CNBL리그로 열린 대회이다.

## 같이 보기
- 중국 야구 국가대표팀
- 중국야구협회

## 참조
1. ↑  베이징, 광둥, 상하이, 톈진 등 4팀이 결승 리그를 치렀으며, 베이징이 2승, 광둥이 1승 1패로 각각 우승과 준우승을 차지함.
2. ↑  단기 리그로 진행되었다.
3. ↑  코로나19 범유행으로 인한 리그 중단.